# نوشاد علميان
نوشاد علميان (بألفارسية: نوشاد عالمیان درونكلایی) من مواليد 21 نوفمبر 1991 ولد في مدينة بابولك وهو لاعب طاولة إيراني محترف. شارك في الألعاب الأولمبية عام 2012 و2016 وكاس آسيا عام 2010 و2009 في الصين وقطر.

## أفضل النتائج
1. كأس آسيا: المركز الرابع عام 2012 .
2. كأس آسيا: المركز الرابع عام 2012.
3. جولة الكويت العالمية: الفائز تحت 21 سنة2011.
4. كأس آسيا الصين: المركز السادس عام.2010.
5. كأس آسيا الصين: المركز الحادي عشر عام 2009 .
6. بطولة العالم للناشئين في البرتغال: الوصيف عام 2009
7. حلبة الناشئين العالمية قطر: الفائز عام 2009.
8. بطولة العالم للناشئين - المنامة: الوصيف عام 2008.
9. حلبة الناشئين العالمية قطر: الفائز عام 2018 للألعاب الآسيوية: ميدالية برونزية.